# Fourdrinoy
Fourdrinoy és un municipi francès situat al departament del Somme i a la regió dels Alts de França. L'any 2007 tenia 347 habitants.

## Demografia

### Població

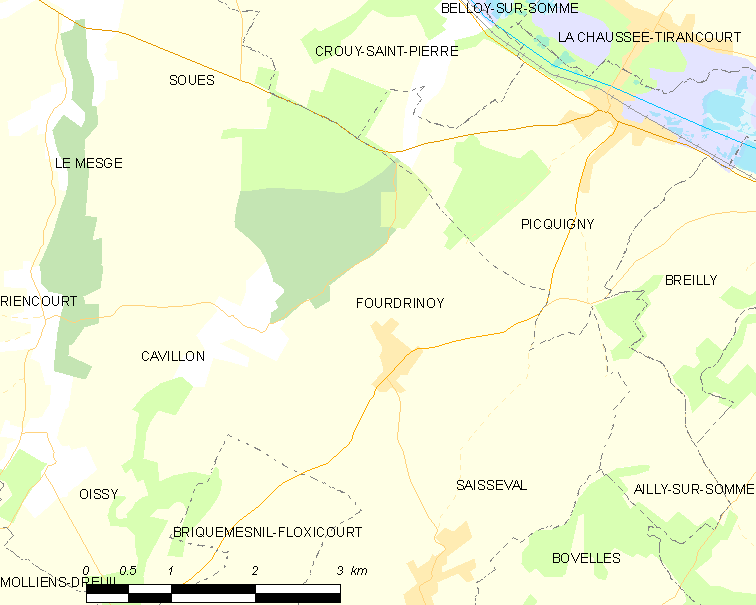

El 2007 la població de fet de Fourdrinoy era de 347 persones. Hi havia 130 famílies de les quals 36 eren unipersonals (16 homes vivint sols i 20 dones vivint soles), 33 parelles sense fills, 53 parelles amb fills i 8 famílies monoparentals amb fills.
La població ha evolucionat segons el següent gràfic:
Habitants censats

### Habitatges

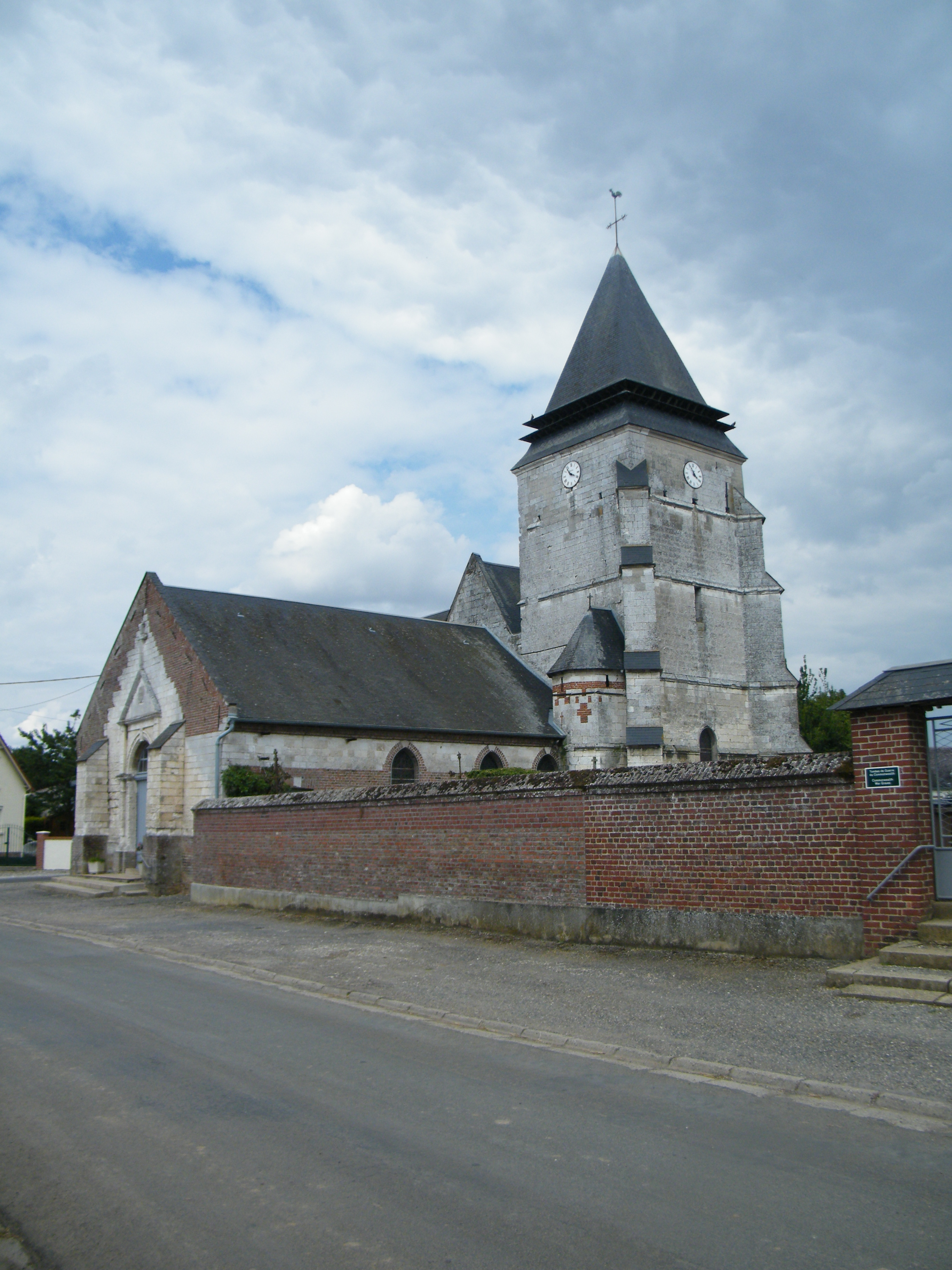

El 2007 hi havia 147 habitatges, 140 eren l'habitatge principal de la família, 2 eren segones residències i 5 estaven desocupats. 146 eren cases i 1 era un apartament. Dels 140 habitatges principals, 119 estaven ocupats pels seus propietaris, 16 estaven llogats i ocupats pels llogaters i 5 estaven cedits a títol gratuït; 4 tenien dues cambres, 16 en tenien tres, 38 en tenien quatre i 82 en tenien cinc o més. 120 habitatges disposaven pel capbaix d'una plaça de pàrquing. A 47 habitatges hi havia un automòbil i a 81 n'hi havia dos o més.

### Piràmide de població

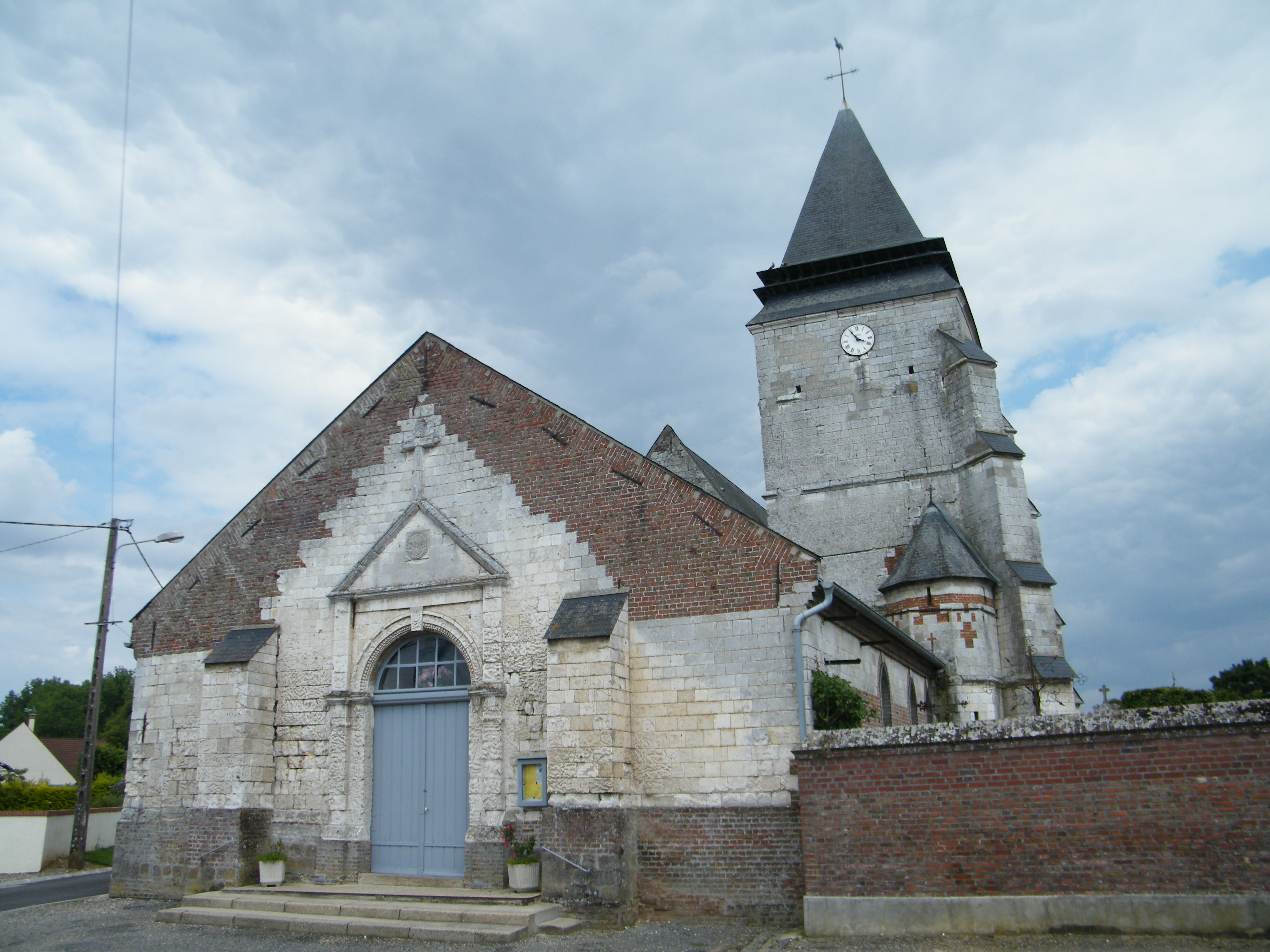

La piràmide de població per edats i sexe el 2009 era:
| Homes | Edats   | Dones |
| ----- | ------- | ----- |
| 0     | 95 o +  | 0     |
| 0     | 90 a 94 | 4     |
| 0     | 85 a 89 | 4     |
| 0     | 80 a 84 | 0     |
| 16    | 75 a 79 | 12    |
| 4     | 70 a 74 | 0     |
| 0     | 65 a 69 | 12    |
| 8     | 60 a 64 | 0     |
| 8     | 55 a 59 | 4     |
| 12    | 50 a 54 | 4     |
| 20    | 45 a 49 | 24    |
| 20    | 40 a 44 | 12    |
| 8     | 35 a 39 | 16    |
| 8     | 30 a 34 | 8     |
| 12    | 25 a 29 | 12    |
| 4     | 20 a 24 | 12    |
| 12    | 15 a 19 | 12    |
| 24    | 10 a 14 | 8     |
| 0     | 5 a 9   | 8     |
| 12    | 0 a 4   | 8     |

## Economia
El 2007 la població en edat de treballar era de 226 persones, 170 eren actives i 56 eren inactives. De les 170 persones actives 164 estaven ocupades (92 homes i 72 dones) i 6 estaven aturades (3 homes i 3 dones). De les 56 persones inactives 26 estaven jubilades, 13 estaven estudiant i 17 estaven classificades com a «altres inactius».

### Ingressos
El 2009 a Fourdrinoy hi havia 136 unitats fiscals que integraven 349,5 persones, la mediana anual d'ingressos fiscals per persona era de 19.546 €.

### Activitats econòmiques

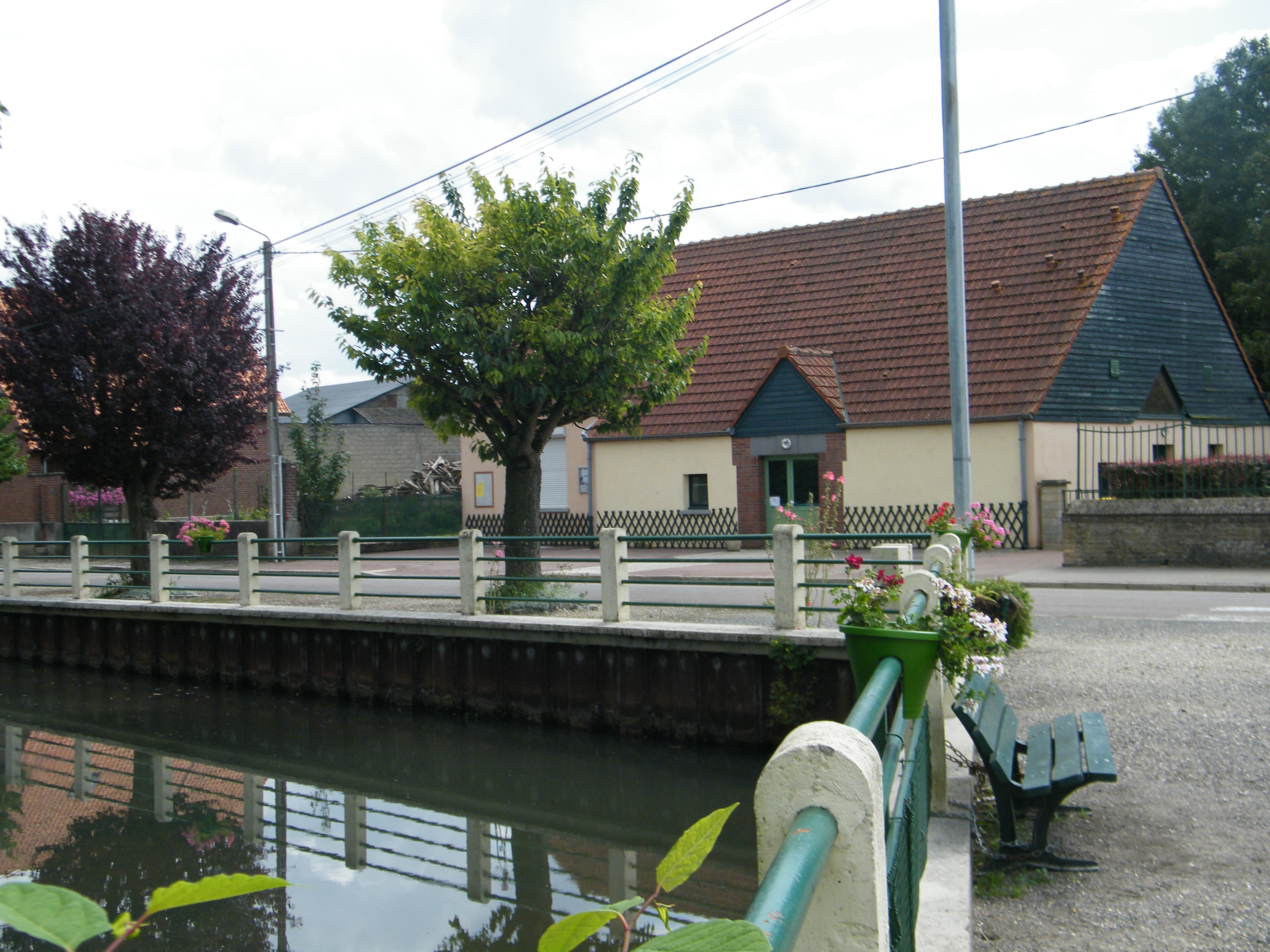

Dels 3 establiments que hi havia el 2007, 1 era d'una empresa extractiva, 1 d'una empresa d'hostatgeria i restauració i 1 d'una empresa de serveis.
L'únic servei als particulars que hi havia el 2009 era un restaurant.
L'any 2000 a Fourdrinoy hi havia 15 explotacions agrícoles que ocupaven un total de 670 hectàrees.

## Equipaments sanitaris i escolars
El 2009 hi havia una escola elemental integrada dins d'un grup escolar amb les comunes properes formant una escola dispersa.

## Poblacions més properes
El següent diagrama mostra les poblacions més properes.